# جایزه بزرگ بلژیک ۱۹۵۵
جایزه بزرگ بلژیک ۱۹۵۵ (انگلیسی: ‎1955 Belgian Grand Prix‎) یک مسابقهٔ موتوری در رشتهٔ اتومبیل‌رانی فرمول یک بود که در تاریخ ۵ ژوئن ۱۹۵۵ در اسپا-فرانکورشان واقع در اسپا، بلژیک برگزار شد. این گراند پری در میان ۷ گراند پری در فصل ۱۹۵۵، مسابقهٔ شمارهٔ ۴ بود.
در این مسابقه که در ۳۶ دور و به مسافت ۵۰۸٫۳۲۰ کیلومتر (۳۱۵٫۸۵۵ مایل) برگزار شد، پول پوزیشن توسط یوجینیو کستلوتی کسب شد و سریع‌ترین زمان برای طی یک دور پیست که برابر با ۴:۲۰٫۶ بود نیز توسط خوان مانوئل فانخیو به ثبت رسید.
خوان مانوئل فانخیو از تیم مرسدس، استیرلینگ ماس از تیم مرسدس و نینو فارینا از تیم فراری به‌ترتیب مقام‌های اول تا سوم مسابقه را کسب کردند.

## رده‌بندی قهرمانی پس از مسابقه
| رده‌بندی قهرمانی رانندگان \| \| جایگاه \| راننده \| امتیاز \| \| -------- \| ------ \| ------------------ \| ------ \| \| ۱ \| ۱ \| خوان مانوئل فانخیو \| ۱۹ \| \| ۱ \| ۲ \| ماریس ترینتیگنانت \| ۱۱۱⁄۳ \| \| ۱ \| ۳ \| نینو فارینا \| ۱۰۱⁄۳ \| \| ۱ \| ۴ \| باب سوایکرت \| ۸ \| \| ۱۱ \| ۵ \| استیرلینگ ماس \| ۷ \| \| منبع:[۱] \| \| \| \| |        |                    |        |
| | جایگاه | راننده             | امتیاز |
| ۱ | ۱      | خوان مانوئل فانخیو | ۱۹     |
| ۱ | ۲      | ماریس ترینتیگنانت  | ۱۱۱⁄۳  |
| ۱ | ۳      | نینو فارینا        | ۱۰۱⁄۳  |
| ۱ | ۴      | باب سوایکرت        | ۸      |
| ۱۱ | ۵      | استیرلینگ ماس      | ۷      |
| منبع: |        |                    |        |

یادداشت
- تنها پنج جایگاه نخست از هر رده‌بندی نمایش داده شده‌است.